# Победнице светских првенстава у атлетици у дворани — 800 метара
Победнице светских првенстава у атлетици у дворани  у дисциплини 800 метара за жене, која се, у програмима првенстава, налази од такмичења 1985. у Паризу под именом Светске игре у дворани, наведене су у следећој табели са резултатима који су изражени у минутима.

## Табела победница на СП у дворани у трци на 800 метара за жене
Стање после СП 2025.
| Светско првенство         |                                    | Резултат        |                                     | Резултат |                                          | Резултат |
| Париз 1985 детаљи         | Кристеана Кожокару · Румунија      | 2:04,22         | Џејн Финч · Уједињено Краљевство    | 2:04,71  | Маријана Симеану · Румунија              | 2:05,51  |
| Индијанополис 1987 детаљи | Кристине Вахтел · Источна Немачка  | 2:01,32 РСП     | Габријела Седлакова · Чехословачка  | 2:01,85  | Љубов Кирјукина · Совјетски Савез        | 2:01,98  |
| Будимпешта 1989 детаљи    | Кристине Вахтел · Источна Немачка  | 1:59,24 РСП     | Татјана Гребенчук · Совјетски Савез | 1:59,53  | Елен Кислинг · Источна Немачка           | 1:59,68  |
| Севиља 1991 детаљи        | Кристине Вахтел · Немачка          | 2:01,51         | Виолета Беклеа · Румунија           | 2:01,75  | Ела Ковач · Румунија                     | 2:01,79  |
| Торонто 1993 детаљи       | Марија Мутола · Мозамбик           | 1:57,55 РСП АФР | Светлана Мастеркова · Русија        | 1:59,18  | Џоета Кларк · САД                        | 1:59,18  |
| Барселона 1995. детаљи    | Марија Мутола · Мозамбик           | 1:57,62         | Јелена Афанасјева · Русија          | 1:59,79  | Летиција Вриезде · Суринам               | 2:00,36  |
| Париз 1997 детаљи         | Марија Мутола · Мозамбик           | 1:58,96         | Наталија Духнова · Белорусија       | 1:59,31  | Џоета Кларк · САД                        | 1:59,82  |
| Маебаши 1999. детаљи      | Људмила Форманова · Чешка          | 1:56,90 РСП     | Марија Мутола · Мозамбик            | 1:57,17  | Наталија Циганова · Русија               | 1:57,47  |
| Лисабон 2001. детаљи      | Марија Мутола · Мозамбик           | 1:59,74         | Штефани Граф · Аустрија             | 1:59,78  | Хелена Џиурова-Фухсова · Чешка           | 2:01,18  |
| Бирмингам 2003. детаљи    | Марија Мутола · Мозамбик           | 1:58,94         | Штефани Граф · Аустрија             | 1:59,39  | Мајте Мартинез · Шпанија                 | 1:59,53  |
| Будимпешта 2004. детаљи   | Марија Мутола · Мозамбик           | 1:58,50         | Јоланда Чеплак · Словенија          | 1:58,72  | Џоан Фен Уједињено Краљевство            | 1:59,50  |
| Москва 2006. детаљи       | Марија Мутола · Мозамбик           | 1:58,90         | Кениа Синклер · Јамајка             | 1:59,54  | Хасна Бенхаси · Мароко                   | 2:00,34  |
| Валенсија 2008. детаљи    | Темсин Луис · Аустралија           | 2:02,57         | Татјана Петљук · Украјина           | 2:02,66  | Марија Мутола · Мозамбик                 | 2:02,97  |
| Доха 2010. детаљи         | Марија Савинова · Русија           | 1:58,26         | Џени Медоус Уједињено Краљевство    | 1:58,43  | Алисиа Џонсон САД                        | 1:59,60  |
| Инстанбул 2012. детаљи    | Памела Џелимо · Кенија             | 1:58,83         | Наталија Лупу · Украјина            | 1:59,67  | Ерика Мур САД                            | 1:59,97  |
| Сопот 2014. детаљи        | Шанел Прајс САД                    | 2:00,09         | Анџелика Кичоцка · Пољска           | 2:00,45  | Марина Арзамасава · Белорусија           | 2:00,79  |
| Портланд 2016. детаљи     | Франсин Нијонсаба · Бурунди        | 2:00,01         | Ејџи Вилсон САД                     | 2:00,27  | Маргарет Њаирера Вамбуи · Кенија         | 2:00,44  |
| Бирмингем 2018. детаљи    | Франсин Нијонсаба · Бурунди        | 1:58,31         | Ејџи Вилсон САД                     | 1:58,99  | Шилајна Оскан-Кларк Уједињено Краљевство | 1:59,81  |
| Београд 2022. детаљи      | Ејџи Вилсон САД                    | 1:59,09         | Фревејни Хаилу · Етиопија           | 2:00,54  | Халима Накаји · Уганда                   | 2:00,66  |
| Глазгов 2024. детаљи      | Циге Дугума · Етиопија             | 2:01,90         | Џема Рики Уједињено Краљевство      | 2:02,72  | Ноеле Јариго Бенин                       | 2:03,15  |
| Нанкинг 2025. детаљи      | Амбер Анинг Јужноафричка Република | 1:58,31         | Нигист Гетачев · Етиопија           | 1:59,63  | Патрисија Силва · Португалија            | 1:59,80  |
| Торуњ 2026.               |                                    |                 |                                     |          |                                          |          |

Легенда: АФР = Рекорд Африке у дворани, РСП = Рекорд светских првенстава у дворани

## Биланс медаља на СП у дворани у трци на 800 метара за жене
Стање после СП 2025.
|     | Држава                 |    |    |    |    |
| --- | ---------------------- | -- | -- | -- | -- |
| 1.  | Мозамбик               | 7  | 1  | 1  | 9  |
| 2.  | САД                    | 2  | 2  | 4  | 8  |
| 3.  | Источна Немачка        | 2  | 0  | 1  | 3  |
| 4.  | Бурунди                | 2  | 0  | 0  | 2  |
| 5.  | Русија                 | 1  | 2  | 1  | 4  |
| 6.  | Етиопија               | 1  | 2  | 0  | 3  |
| 7.  | Румунија               | 1  | 1  | 2  | 4  |
| 8.  | Чешка                  | 1  | 0  | 1  | 2  |
| 8.  | Кенија                 | 1  | 0  | 1  | 2  |
| 10. | Немачка                | 1  | 0  | 0  | 1  |
| 10. | Аустралија             | 1  | 0  | 0  | 1  |
| 10. | Јужноафричка Република | 1  | 0  | 0  | 1  |
| 13. | Уједињено Краљевство   | 0  | 3  | 2  | 5  |
| 14. | Аустрија               | 0  | 2  | 0  | 2  |
| 14. | Украјина               | 0  | 2  | 0  | 2  |
| 16. | Совјетски Савез        | 0  | 1  | 1  | 2  |
| 16. | Белорусија             | 0  | 1  | 1  | 2  |
| 18. | Чехословачка           | 0  | 1  | 0  | 1  |
| 18. | Словенија              | 0  | 1  | 0  | 1  |
| 18. | Јамајка                | 0  | 1  | 0  | 1  |
| 18. | Пољска                 | 0  | 1  | 0  | 1  |
| 22. | Суринам                | 0  | 0  | 1  | 1  |
| 22. | Шпанија                | 0  | 0  | 1  | 1  |
| 22. | Мароко                 | 0  | 0  | 1  | 1  |
| 22. | Уганда                 | 0  | 0  | 1  | 1  |
| 22. | Бенин                  | 0  | 0  | 1  | 1  |
| 22. | Португалија            | 0  | 0  | 1  | 1  |
|     | Укупно 27 земаља       | 21 | 21 | 21 | 63 |

###### Трка на 800 метара у дворани
- Победници светских првенстава у дворани — 800 метара за мушкарце
- Победнице европских првенстава у дворани — 800 метара за жене
- Победници европских првенстава у дворани — 800 метара за мушкарце

###### Трка на 800 метара на отвореном
- Освајачице олимпијских медаља у атлетици — 800 метара за мушкарце
- Освајачице олимпијских медаља у атлетици — 800 метара за жене
- Победнице светских првенстава у атлетици на отвореном — 800 метара за жене
- Победници светских првенстава у атлетици на отвореном — 800 метара за мушкарце
- Победнице европских првенстава у атлетици на отвореном — 800 метара  за жене
- Победници европских првенстава у атлетици на отвореном — 800 метара за мушкарце